# Cercartetus nanus
Cercartetus nanus là một loài động vật có vú trong họ Burramyidae, bộ Hai răng cửa. Loài này được Desmarest mô tả năm 1818.

## Hình ảnh

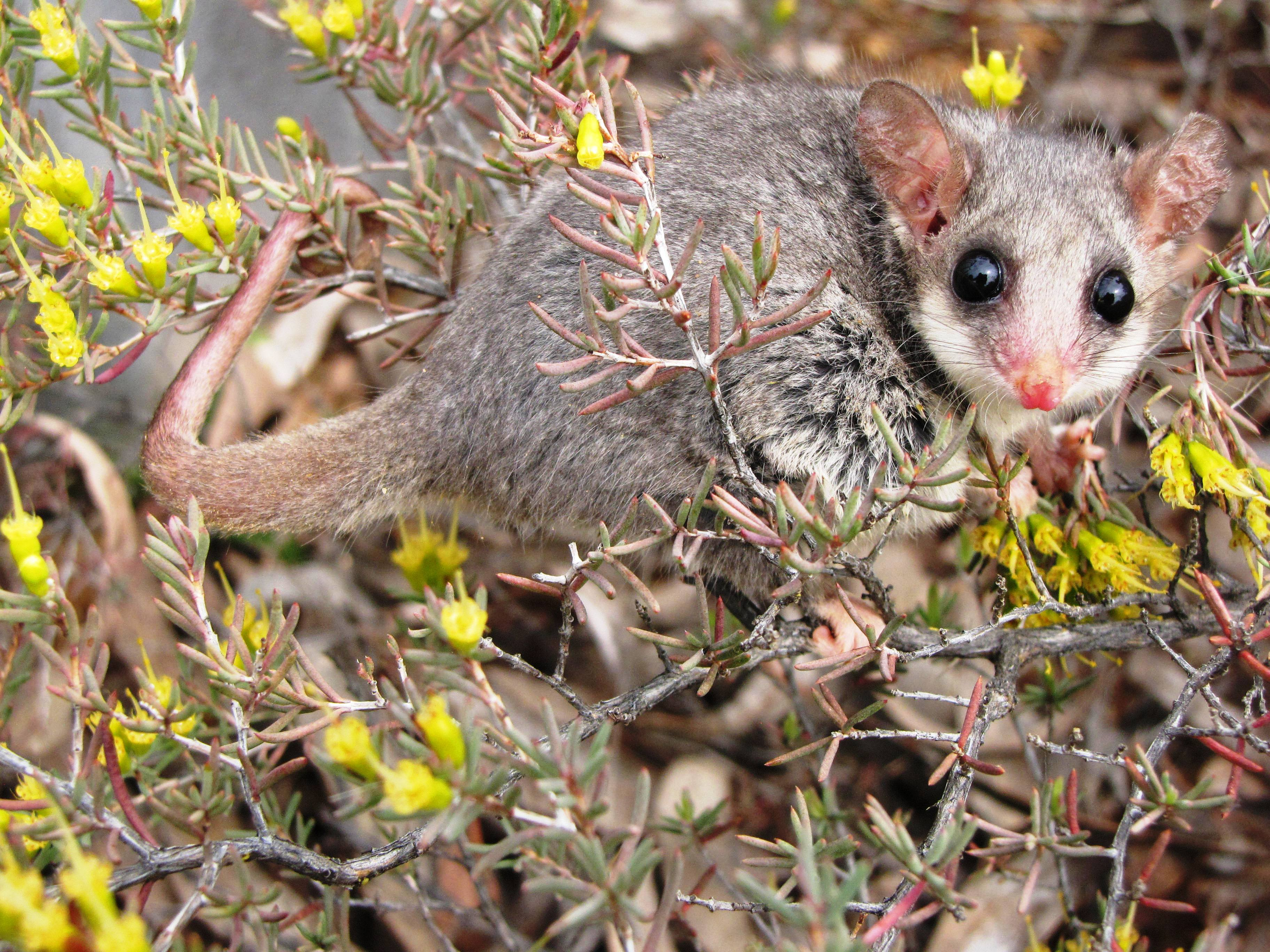
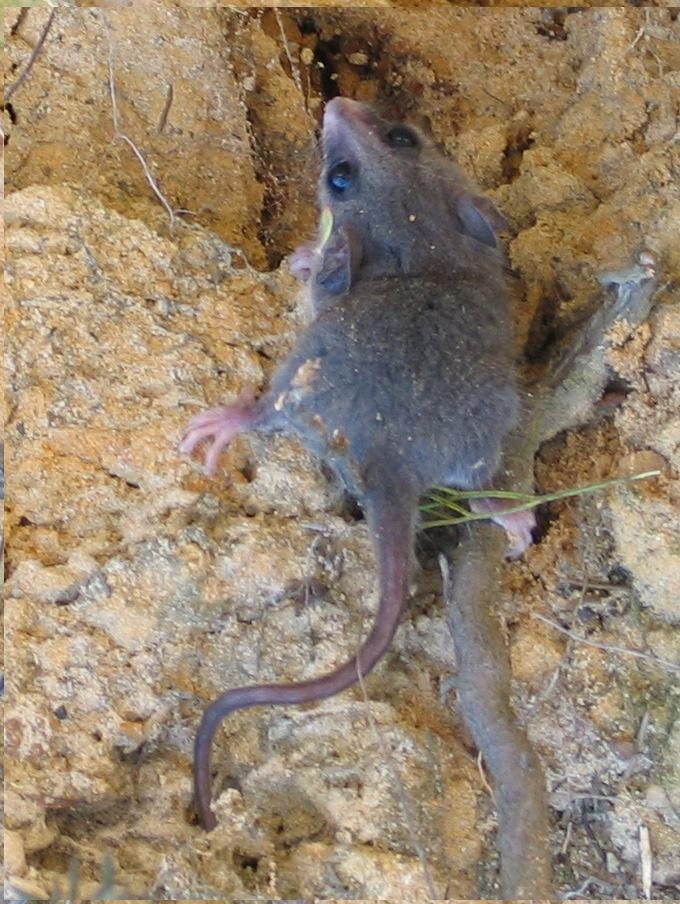
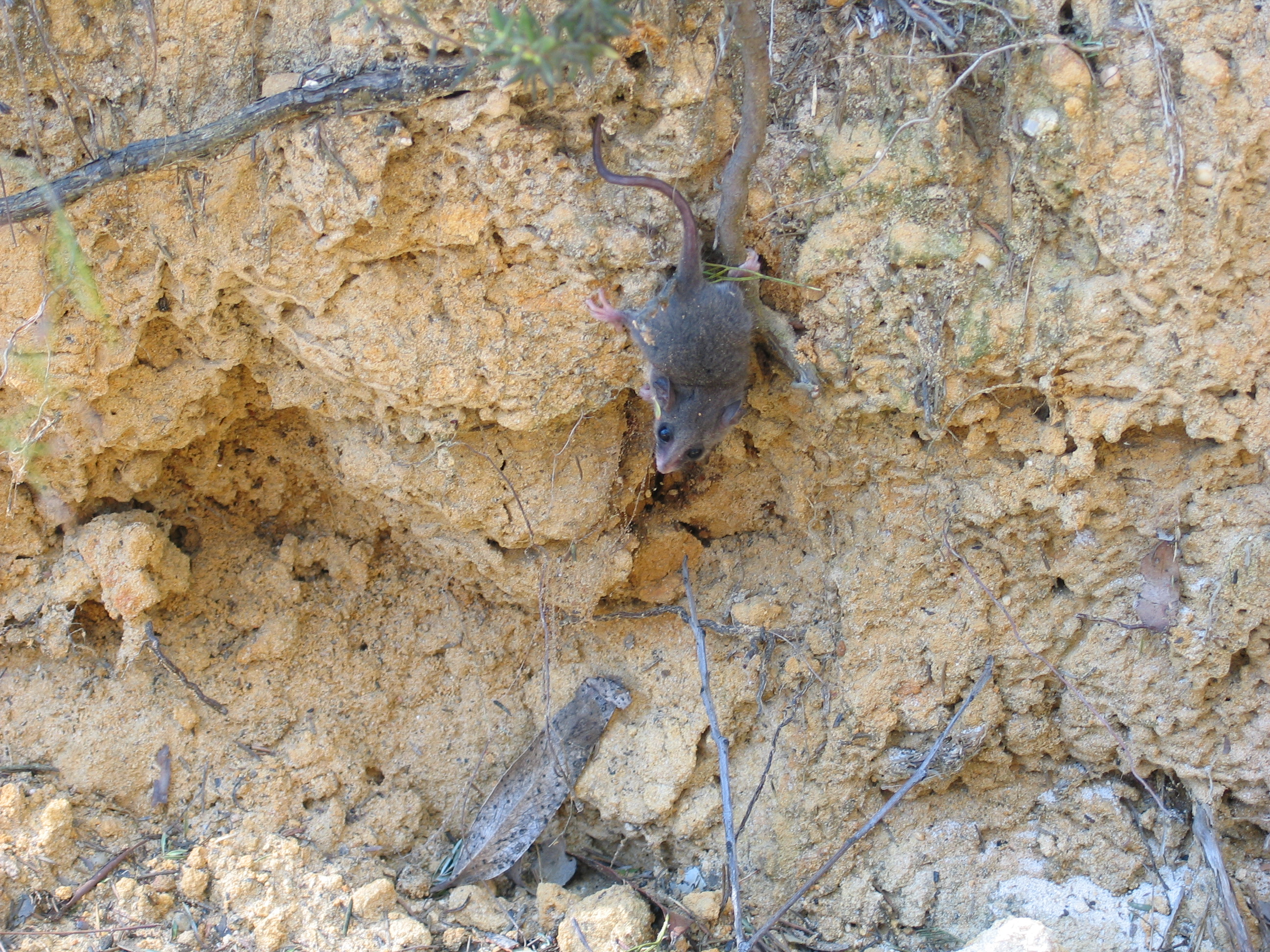